# Helicopis ininiensis
Helicopis ininiensis är en fjärilsart som beskrevs av Le Moult 1940. Helicopis ininiensis ingår i släktet Helicopis och familjen Riodinidae. Inga underarter finns listade i Catalogue of Life.